# سولفاسالازین
سولفاسالازین (به انگلیسی: Sulfasalazine)
رده درمانی: داروهای ضدالتهابی گوارشی.
اشکال دارویی: قرص، شربت و انما

## موارد مصرف
سولفاسالازین جزء داروهای ضدالتهابی می‌باشد. این دارو معمولاً برای درمان بیماران مبتلا به بیماریهای التهابی روده (کولیت اولسرو (ulcerative colitis) و کرون(Crohn’s)) استفاده می‌شود. سولفاسالازین برای درمان آرتریت روماتوئید نیز استفاده شده‌است.

## مکانیسم اثر
سولفاسالازین داروی ترکیبی از داروهای ضد باکتری (سولفانامید) و ضدالتهاب (۵ـآمینوسالیسیلیک اسید) است که توسط باکتریهای روده به‌سولفاپیریدن و مزالازین (۵-ASA) تجزیه می‌شود. ظاهراً جزء ضدالتهابی یعنی مزالازین (Mesalazine) یا(۵-ASA) نقش مهمتری دارد.

## عوارض جانبی
تهوع، بی اشتهایی، ناراحتی معده، اسهال، سردرد، عقیمی قابل برگشت در مردان و ناراحتی‌های عمومی مانند ضعف و خستگی، رنگ پریدگی، مشکل در بلع، واکنشهای آلرژیک از قبیل تب و راش پوستی.
سعی کنید حین درمان با سولفاسالازین از قرار گرفتن غیرضروری در برابر نور آفتاب پرهیز کرده، لباس مناسب بپوشید و از عینک آفتابی و کرم‌های ضدآفتاب استفاده نمایید. سولفاسالازین ممکن است باعث حساسیت پوست شما به آفتاب گردد.

## تداخلات دارویی
سولفاسالازین ممکن است متابولیسم کبدی داروهای خوراکی ضد انعقاد را مهار کند و موجب جابه‌جایی آنها از محل‌های اتصال به پروتئین شود و در نتیجه، اثر ضد انعقادی این داروها را افزایش دهد.
مصرف همزمان با داروهای خوراکی پایین‌آورنده قند خون (سولفونیل اوره‌ها)، اثر کاهنده قند خون را افزایش می‌دهد. این عمل احتمالاً از طریق جابه‌جایی سولفونیل اوره‌ها از محل‌های اتصال به پروتئین صورت می‌گیرد.
سولفاسالازین ممکن است جذب گوارشی دیگوکسین و اسید فولیک را کاهش دهد.
مصرف همزمان با داروهای اسیدی‌کننده ادرار (مانند کلرید آمونیم، اسید آسکوربیک) pH ادرار و حلالیت سولفونامید را کاهش داده و در نتیجه خطر بروز کریستالوری را افزایش می‌دهد.
مصرف همزمان با آنتی‌بیوتیک‌هایی که فلور روده را تغییر می‌دهند، ممکن است در تبدیل سولفاسالازین به سولفاپیریدین و ۵- آمینوسالیسیلیک اسید تداخل کند و اثربخشی آن را کاهش دهد.
مصرف همزمان با آنتی اسیدها ممکن است موجب حل شدن زودرس قرص‌های پوشش‌دار شده و در نتیجه، جذب سیستمیک و خطر مسمومیت دارو افزایش یابد. (قرص‌های پوشش‌دار برای حل شدن در روده ساخته شده‌اند).
سولفاسالازین می‌تواند جایگزین متوترکسات از محل اتصال دارو به پروتئین شده و کلیرانس کلیوی کاهش پیدا کند. لازم است بیماران از نظر سمیت خونی و عوارض جانبی گوارشی، به‌ویژه تهوع، کنترل شوند.

## کودکان و زنان باردار یا شیرده
سولفاسالازین نباید در کودکان کوچک‌تر از ۲ سال مصرف شود. در صورت بارداری یا قصد باردار شدن، حتماً با پزشک خود مشورت کنید. سولفاسالازین نباید در اواخر حاملگی استفاده شود. سولفاسالازین نباید در دوران شیردهی مصرف شود.